# Lista de estados brasileiros por taxa de pobreza
Esta é uma lista de estados brasileiros por taxa de pobreza em 2021. A taxa internacional de pobreza utilizada pelo Banco Mundial é utilizada na lista a seguir. As estimativas podem, portanto, diferir de outras estimativas, como a taxa nacional de pobreza. A taxa nacional de pobreza foi estimada em 29,6% em 2021 (renda per capita mensal inferior a R$ 497).

## Lista
Porcentagem da população vivendo com menos de US$ 2,15, US$ 3,65 e US$ 6,85 por dia, em dólares internacionais (PPC de 2017), segundo o Banco Mundial.
| Estado              | US$2.15 | US$3.65 | US$6.85 | Renda diária per capita (2017 PPC $) | Coeficiente de Gini | Ano da estimativa |
| ------------------- | ------- | ------- | ------- | ------------------------------------ | ------------------- | ----------------- |
| Brasil              | 5.8%    | 11.3%   | 28.4%   | 19.18                                | 0.530               | 2021              |
| Maranhão            | 14.6%   | 27.3%   | 54.0%   | 9.72                                 | 0.502               | 2021              |
| Paraíba             | 12.2%   | 21.5%   | 46.1%   | 12.49                                | 0.541               | 2021              |
| Pernambuco          | 12.4%   | 23.2%   | 48.0%   | 12.24                                | 0.551               | 2021              |
| Alagoas             | 11.5%   | 21.8%   | 49.8%   | 10.98                                | 0.509               | 2021              |
| Acre                | 11.2%   | 20.0%   | 43.7%   | 13.16                                | 0.520               | 2021              |
| Ceará               | 11.0%   | 20.7%   | 44.3%   | 12.69                                | 0.527               | 2021              |
| Bahia               | 10.6%   | 20.1%   | 44.4%   | 12.62                                | 0.522               | 2021              |
| Piauí               | 10.2%   | 19.9%   | 41.1%   | 12.66                                | 0.499               | 2021              |
| Amazonas            | 10.0%   | 22.3%   | 48.7%   | 11.73                                | 0.521               | 2021              |
| Sergipe             | 9.9%    | 19.7%   | 46.0%   | 13.21                                | 0.545               | 2021              |
| Pará                | 9.5%    | 19.6%   | 44.5%   | 12.19                                | 0.509               | 2021              |
| Rio Grande do Norte | 8.4%    | 18.5%   | 41.1%   | 15.67                                | 0.564               | 2021              |
| Roraima             | 8.1%    | 20.6%   | 47.2%   | 14.26                                | 0.577               | 2021              |
| Amapá               | 7.1%    | 15.7%   | 48.3%   | 12.40                                | 0.519               | 2021              |
| Rondônia            | 5.8%    | 9.7%    | 30.3%   | 14.70                                | 0.446               | 2021              |
| Espírito Santo      | 4.9%    | 9.4%    | 26.2%   | 18.30                                | 0.498               | 2021              |
| Rio de Janeiro      | 4.8%    | 8.5%    | 22.0%   | 24.00                                | 0.549               | 2021              |
| Tocantins           | 4.6%    | 9.3%    | 32.0%   | 15.27                                | 0.495               | 2021              |
| Distrito Federal    | 3.6%    | 6.2%    | 18.0%   | 32.47                                | 0.560               | 2021              |
| Minas Gerais        | 3.5%    | 7.0%    | 22.9%   | 18.72                                | 0.477               | 2021              |
| São Paulo           | 2.9%    | 5.6%    | 17.8%   | 25.01                                | 0.523               | 2021              |
| Mato Grosso do Sul  | 2.8%    | 5.6%    | 22.4%   | 20.07                                | 0.492               | 2021              |
| Paraná              | 2.4%    | 4.5%    | 16.6%   | 21.67                                | 0.467               | 2021              |
| Goiás               | 2.2%    | 6.1%    | 23.1%   | 17.90                                | 0.457               | 2021              |
| Mato Grosso         | 2.2%    | 5.6%    | 20.7%   | 18.49                                | 0.455               | 2021              |
| Rio Grande do Sul   | 1.7%    | 3.1%    | 11.4%   | 25.83                                | 0.461               | 2021              |
| Santa Catarina      | 1.5%    | 3.1%    | 9.8%    | 23.95                                | 0.422               | 2021              |